# San Silvestre de Argas
Argas (llamada oficialmente San Silvestre de Argas) es una parroquia del municipio español de Río, en la provincia de Orense, Galicia.

## Organización territorial
La parroquia está formada por dos entidades de población:
- Argasvella (Argas Vellas)
- San Silvestre

## Demografía
| Gráfica de evolución demográfica de Argas entre 2000 y 2023 |
|                                                             |
| Datos según el nomenclátor publicado por el INE.            |